# كلوديا كروز (صحفية)
كلوديا كروز (بالبرتغالية: Cláudia Cruz‏) هي صحفية برازيلية، ولدت في 19 يونيو 1967 في ريو دي جانيرو في البرازيل.